# Красна Долина (Касторенський район)
Красна Долина (рос. Красная Долина) — село в Касторенському районі Курської області Російської Федерації.
Населення становить 335 осіб. Входить до складу муніципального утворення Краснодолинська сільрада.

## Історія
Населений пункт розташований на території українського етнічного та культурного краю Східна Слобожанщина.
Від 2004 року входить до складу муніципального утворення Краснодолинська сільрада.

## Населення
| 2002 | 2010 |
| ---- | ---- |
| 231  | ↗335 |